# Ivan Txarota
Ivan Txarota (belarús: Іван Аляксеевіч Чарота)  (Lyščyki, 16 de setembre de 1952 - 7 de novembre de 2024) va ser un crític literari belarús, eslavista, crític, historiador de la cultura, traductor i personatge públic. Txarota va ser doctor en ciències filològiques (1998) i professor (1999).

## Biografia
Des 1969 fins a 1974 va estudiar a la Càtedra de la llengua i literatura russa a la Facultat de filologia de la Universitat Nacional de Belarús. Quan va acabar els estudis, va treballar durant tres anys com a professor a l'escola secundària de Pallaskishk, a la regió de Vornov, a la província Grodno. El 1977, la Universitat Nacional de Belarús el va contractar com a professor - professor titular, professor adjunt, i després de la seva tesi doctoral defensada (els seus estudis van durar des de 1991 fins a 1994), va arribar a ser el cap de la recentment formada Càtedra dels estudis eslaus (la literatura eslovena). La seva dissertació del candidat "Творчество М. А. Шолохова и литературный процесс Югославии (1956-1968) ", la va defensar en el Institut de Leningrad el 1986 i la seva tesi doctoral "Беларуская літаратура ХХ стагоддзя і працэсы нацыянальнага самавызначэння" la va defensar en la Universitat Nacional de Belarús en Minsk el 1998.

## Treballs científics i llibres
Els seus interessos científics, Ivan Txarota els va dirigir principalment a la literatura i les cultures dels pobles eslovens. Investigant les seves connexions genètiques, tipològiques i concretes, es va fer liderat "yugoelsavista" de Belarús, especialista altament autoritari en el camp de la literatura comparada i culturología, autor sobre 600 treballs científics, entre els quals destaquen els següents llibres: «Беларуская савецкая літаратура за мяжой» (Мінск, 1988 – у сааўтарстве), «Пошук спрадвечнай існасці: Беларуская літаратура ХХ стагоддзя ў працэсах нацыянальнага самавызначэння» (Мінск, 1995), «Сербская Праваслаўная Царква» (Мінск, 1998), «Беларуская мова і Царква» (Мінск, 2000), «Косовская битва продолжается» (Мінск, 2000), «Антологиjа белоруске поезиjе», (Београд: 1993; 2-е выданне – 2012), «Югаславянскія казкі» (Мінск, 1999), «Антологиjа лирике источних Словена” (Београд, 2000), «Насустрач Духу. Анталогія беларускай хрысціянскай паэзіі» (Мінск, 2001), «Насустрач Духу. Анталогія беларускай хрысціянскай прозы» (Мінск, 2002), «Слово и Дух. Антология русской духовной поезии ХХ –ХХ вв.» (Минск, 2003, 2005, 2010), “Ні на небе, ні на зямлі.Казкі славянскіх народаў” (2013), «Српска књижевност. Антологија текстова. Књ.І -V» (Мінск, 2002-2007 – на сербскай мове), “Тэорыя і практыка мастацкага перакладу” (Мінск, 2012), “Испод крила роде. Антологиjа савремене белоруске поезиjе” (Подгорица, 2014), “Беларусы пра Сербію-Югаславію” (Мінск, 2015, «Белорусија и Србија: Трагом узајамног упознавања и деловања“(Шабац, 2016).

## Esfera metodològic-científica
El professor Txarota és membre de les 11 redaccions de les publicacions periòdiques (6 estrangers), és el conseller científic de l'Enciclopèdia belarussa, el secretari de la Comissió bíblica del Exzarhata belarús de l'Església ortodoxa russa i l'editor executiu de la revista "Ortodòxia" (Праваслаўе).
En l'esfera metodològic-científica, el professor ha recopilat els següents manuals: «Советская литература в связях и взаимодействиях: Начала сравнительного и системного анализа» (Мінск, 1989), «Мастацкі пераклад на беларускую мову: Асновы тэорыі і практычныя рэкамендацыі» (Мінск, 1997), «Югаславянскія літаратуры і культуры» (Мінск, 1999 – у сааўтарстве), Праграма «Гісторыя славянскіх літаратур» (2000), «Гісторыя сербскай літаратуры. Практыкум» (2007).

## Treball de traducció
És membre de l'Associació d'Escriptors de la Unió de Repúbliques Socialistes Soviètiques (és a dir, de l'Associació d'Escriptors de Belarús), igual que de Sèrbia i Rússia; apareix activament en la premsa com crític literari, crític, assagista, publicista. Més de vint anys està al front del departament de la traducció artística i les relacions literàries de l'Associació d'Escriptors de Belarús, es dedica a la traducció del serbi, croat, eslovè, macedoni, polonesa i altres llengües al belarús i rus, també la traducció del belarús i rus al serbi. Els seus èxits són: més de 1200 traduccions impreses, incloent més de 70 edicions literàries, entre els quals són les obres dels escriptors famosos com són: el patriarca Pau de Sèrbia, Nikolaj Velimirović, Justin Popović, Marko Marković, Tadej Štrbulović, Ivo Andrić, Branislav Nušić, Rade Drainac, Dobrica Ćosić, Nevena Vitošević Ćeklić, Zoran Gavrilović, Mira Radojević, Ljubodrag Dimić, Momir Lazić, Dragan Lakićević, Dragoslav Mihailović, Grozdana Olujić, Goran Petrović, Ljiljana Habjanović-Đurović, Beno Zupančič, Prežihov Voranc, Josip Jurčič, Drago Jančar i altres. És el fundador, autor i traductor de la sèrie "Сербскае багаслоўе ХХ стагоддзя" dins de la qual ja han sortit més de quaranta llibres. Col·lecció de contes populars serbis, la qual el professor Txarota va traduir al belarús "Мовы ўсяго жывога: Сербскія народныя казкі" (Мінск: Мастацкая літаратура, 2007), va ser proclamada com el llibre més bonic a Belarús en el camp de traducció l'any 2008 i va ser guardonada amb un Premi Nacional.
Va ser un dels fundadors del "Comitè de suport als serbis i montenegrins" i l'organització pública "Belarús - la germana de Sèrbia", el vicepresident executiu de l'associació "Belarús - Iugoslàvia" i el president de l'associació "Belarús - Sèrbia i Montenegro".